# Associació L'Avenç, Centre Cultural
L'Associació L'Avenç, Centre Cultural, coneguda com L'Avenç, és una entitat cultural d'Esplugues de Llobregat, amb diverses seccions culturals i esportives.

## Història
L'entitat es va fundar el 1906 amb el nom "Centre l'Avenç", amb seu a l'antiga casa de Can Brillas. Ja des del principi es van promoure activitats festives, artístiques, educatives i esportives, amb els primers equips de patinatge i futbol del municipi.
L'any 1922, Pau Pujol i Vilà, propietari de la fàbrica Pujol i Bausis i primer president de l'associació, va donar el solar on es va construir el nou edifici entre 1923 i 1924, en el mateix emplaçament actual del carrer Àngel Guimerà, 27. Va destacar des del principi la sala gran, decorada pel pintor Pere Cadena, on es van començar a projectar pel·lícules.
L'entitat va tenir una activitat important fins a la Guerra Civil, amb seccions de teatre i coral pròpies. També va promoure la festa major d'Esplugues i fou la seu d'una caixa d'estalvis que incloïa secció de quintes, perquè els joves no haguessin de fer el servei militar. El 1936 l'edifici va ser ocupat per la CNT i es van aturar les activitats.
Sota el franquisme, es canvià el nom de l'entitat a "Centro Cultural Recreativo" i se centrà en activitats com el ball i el teatre. L'any 1969 l'edifici va quedar destruït per un incendi, però el 1971 ja es va poder reconstruir. En els següents anys, la sala de ball va ser ocupada durant uns anys per la discoteca Silex.
El 1978 l'entitat va tornar a anomenar-se "L'Avenç" i va reforçar l'objectiu de recuperar la centralitat cultural, amb un gran pes del teatre i de les projeccions de cinema de divendres al vespre, que van esdevenir tota una tradició a la població.
El 2014 l'Ajuntament d'Esplugues de Llobregat va atorgar a l'entitat la Medalla d'Or de la Ciutat com a reconeixement a la seva trajectòria per a la promoció de la cultura, l'esport i l'associacionisme a Esplugues.

## Actualitat
Disposa de les seccions de teatre L'Endoll, el Cinefòrum Imatge 74, colla sardanista, pesca, colombicultura, escacs, billar, excursionisme (G.E.L.A.D.E), espeleologia (S.I.E.S), tennis taula i la Penya barcelonista l'Avenç.